# 小黒部鉱山
小黒部鉱山（こくろべこうざん）は、かつて富山県黒部市および立山町に存在した鉱山。モリブデン鉱を産出した。

## 概要
大正時代初期、立山連峰池平山の東斜面にてモリブデンを含む輝水鉛鉱が見いだされると、数年のうちに小黒部谷と大窓雪渓の出合い付近で鉱山が稼働し始めた。採掘された鉱石は、索道により上市町方面へ搬出されている。事務所と飯場は、池ノ平山東方の鞍部（現在の池の平）に存在し、1915年、剱岳登山に訪れた小暮理太郎と田部重治が宿泊している。産出量のピークは1917年で、日本のモリブデン生産量の76%を占めたが、突然閉山に至る。1922年に鉱山跡を訪れた冠松次郎は、「五棟の飯場は皆傾き、帳簿や伝票類が乱雑に散らばっている・・・」といった状況を日本山岳会会誌「山岳」（山岳二十一年二月号）にて述べており、閉山が短期間のうちにあわただしく行われたことが伺われる。
その後、第二次世界大戦中、戦後のごく短期間に2度開鉱したが長続きはしなかった。戦時中に建てられた鉱山の事務所や飯場の建物は、後に池の平小屋に転用された。